# Euran Pallo
Euran Pallo (EuPa) är en fotbollsklubb från Eura i landskapet Satakunda, Finland. Laget spelar säsongen 2024 i landets femte högsta fotbollsserie för herrar Trean. EuPa har tidigare spelat för 11 säsonger i tredje högsta nivån Tvåan. 
EuPa är moderklubb för Finlands före detta landslagsspelaren Ari Valvee och damlandslagspelare Jutta Rantala.